# A Crow Left of the Murder...
A Crow Left of the Murder… é o quinto álbum de estúdio da banda Incubus, lançado a 3 de Fevereiro de 2004.
O disco estreou no nº 2 da Billboard 200, vendendo mais de 332 mil cópias na primeira semana.
| Críticas profissionais                                                      | Críticas profissionais |
| Avaliações da crítica                                                       | Avaliações da crítica  |
| Fonte                                                                       | Avaliação              |
| --------------------------------------------------------------------------- | ---------------------- |
| allmusic                                                                    | [ 2 ]                  |
| Drowned in Sound                                                            | [ 3 ]                  |
| Mojo                                                                        | [ 4 ]                  |
| Rolling Stone                                                               | [ 5 ]                  |
| Slant                                                                       | [ 6 ]                  |
| Yahoo! Music                                                                | [ 7 ]                  |
| Robert Christgau                                                            | (dud)                  |
| Esta tabela precisa de ser acompanhada por texto em prosa. Consulte o guia. |                        |

## Faixas
Todas as faixas por Incubus.
1. "Megalomaniac" - 4:54
2. "A Crow Left of the Murder" - 3:30
3. "Agoraphobia" - 3:52
4. "Talk Shows on Mute" - 3:49
5. "Beware! Criminal" - 3:48
6. "Sick Sad Little World" - 6:23
7. "Pistola" - 4:23
8. "Southern Girl" - 3:41
9. "Priceless" - 4:07
10. "Zee Deveel" - 3:52
11. "Made for TV Movie" - 3:38
12. "Smile Lines" - 3:59
13. "Here in My Room" - 4:20
14. "Leech" - 4:19

## Créditos
- Brandon Boyd - Vocal, guitarra
- Mike Einziger - Guitarra
- Ben Kenney - Baixo
- Chris Kilmore - Turntablist
- Jose Pasillas - Bateria